# Pogum
Pogum (plattdeutsch Poom) im Rheiderland ist eine Ortschaft in der Gemeinde Jemgum im niedersächsischen Landkreis Leer in Ostfriesland.

## Lage

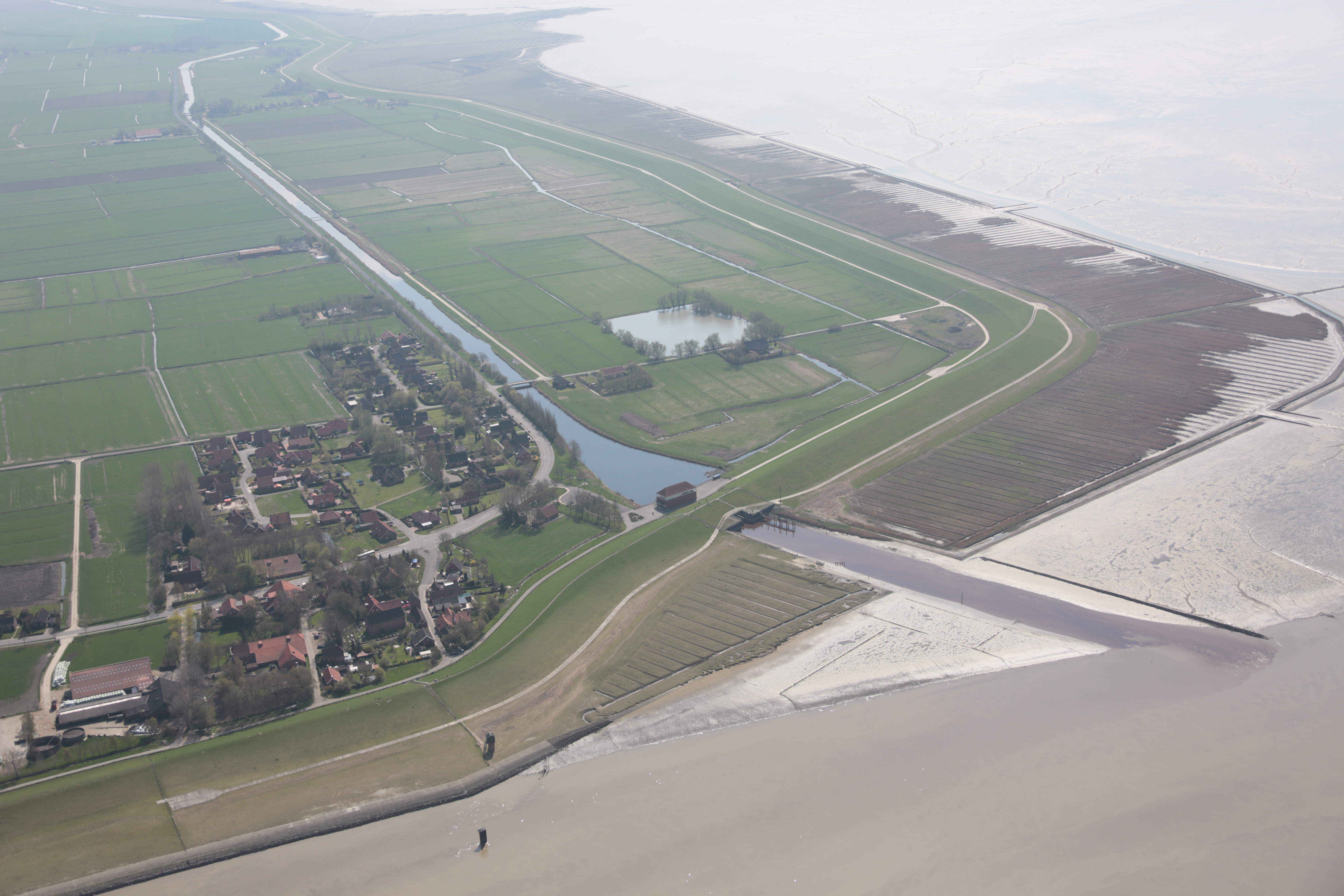
Luftaufnahme von Pogum (2013)

Die Ortschaft gegenüber der Seehafenstadt Emden liegt direkt im Übergangsbereich von der Ems zum Dollart und hat noch einen kleinen Muhdehafen. Flächenmäßig ist die Ortschaft 4,75 Hektar groß. Sie wird zurzeit von 205 Einwohnern bewohnt (Stand: 2015).
Zu Pogum gehören das eigentliche Dorf an der Emsmündung sowie der etwas südwestlich gelegene Ortsteil Dyksterhusen.

## Geschichte
Der Ort wird bereits im 14. Jahrhundert urkundlich genannt: im Jahre 1367 wird er als „Urapawengum“ bezeichnet. Grabungszeugnisse, welche 1964 bei einer Notgrabung gesichert wurden, zeugen von einer Besiedlung bereits im ersten Jahrhundert vor bis zum fünften Jahrhundert nach Christi Geburt und einer neuen Landnahme im siebten Jahrhundert.
Die Pogumer Kirche wurde 1776 erbaut. In ihr befinden sich zwei trapezförmige Grabplatten aus dem 11. Jahrhundert, die wahrscheinlich die ältesten Ostfrieslands sind. Die Orgel stammt von Johann Adam Berner (1758–1759) und verfügt über sechs Register. Die Pogumer Gemeinde ist eine der wenigen lutherischen Gemeinden im ansonsten stark reformiert geprägten Rheiderland.
Bei der Sturmflut 1962 wurden Häuser, die zu der Zeit direkt am Seedeich standen, von abrutschenden Erdmassen erfasst. Pogum entging im Gegensatz zu Völlen nur knapp einem Deichdurchbruch, was zur teilweisen Überschwemmung des Rheiderlands geführt hätte. Im Jahr 1971 wurde das Siel von 1877 ersetzt und ein neues Schöpfwerk eingeweiht. Durch die Verstärkung des Deiches wurde der nördliche Teil von Dyksterhusen aufgegeben und für die Bewohner südlich eine neue Siedlung angelegt.
Der Ort Pogum gehört seit dem 1. Januar 1973 zur Gemeinde Jemgum.
Im Jahr 1998 ist die Ortschaft Pogum in das Dorferneuerungsprogramm des Landes Niedersachsen aufgenommen worden. Pogum wird im Volksmund das „Endje van de Welt“ (dt. „Ende der Welt“) genannt, weil früher hier, an der nördlichsten Stelle des Rheiderlandes, die Straße endete und man vor dem Dollart, dem Mündungstrichter der Ems, stand.

## Veranstaltungen
Alle zwei Jahre findet in geraden Jahren in Pogum das Dorffest statt. Mittlerweile wird im Rahmen des Dorffestes auch ein Badewannenrennen auf dem Sieltief durchgeführt. Die Badewannen werden so kunstvoll dekoriert und umbaut, dass die zugrundeliegende Wanne nicht mehr sichtbar ist. Im Rahmen einer kleinen Zeremonie werden Preise für die schönste und die schnellste Badewanne vergeben. Auch gibt es einen Preis für den schönsten „Untergang“.
Ein jährlich ausgetragenes Kreierrennen fand unter dem Motto „Up de Spör van de Dullartfiskers“ statt und hatte überregionale Bedeutung. Traditionell wurden die Kreier, eine Art Schlickschlitten, bei der Reusenfischerei im Dollart eingesetzt.
Der Dorfverein Pogum-Dyksterhusen e. V. betreut das am Sieltief gelegene Dörphuus und organisiert die zahlreichen über das Jahr verteilten Aktivitäten.